# 宇野藤雄
宇野 藤雄（うの ふじお、1927年3月15日 - ）は、日本の画家。日本画及び洋画を専門とする。

## 人物
愛知県丹羽郡羽黒村（現・愛知県犬山市）出身。幼いころより絵が好きで小学校時代は得意な絵で訓導（教師）より成績表で褒め称えられていたという。青春期は時あたかも第二次世界大戦中とぶつかり、自身も徴兵により軍隊に取られたこともあり、絵筆を握ることもままならなかった。
戦争終了後、20歳になった時から画家としての活動を始め、1952年度の二科展で初入選し、以後23年連続入選を果たしている。自身は和歌・俳句、仏教などあらゆる日本文化を研究しつくし、研究から得た知識をキャンパスに表現する手法を長年執っている。
自身の作品は海外でも出展され、カンヌ国際展グランプリを始め数々の賞を獲得する栄に浴し、日本各地やブラジル、フランスでも個展を開催している。また中国書法研究院客員教授なども務めた。2015年にはミラノ国際博覧会 (2015年)にて自作が展示されるなど、国際的知名度も高い。
元フィギュアスケート選手の宇野昌磨は孫である。